# Вайшакха
Вайша́кха (хинди वैशाख), или Байса́кха (хинди बैसाख) — месяц индуистского календаря и первый месяц непальского и бенгальского календарей. В едином национальном календаре Индии вайшакха является вторым месяцем года, начинающимся 21 апреля и заканчивающимся 21 мая. В нём 31 день. Как по лунным, так и по тамильским религиозным календарям вайшакха обычно считается девятым месяцем года.
В день полнолуния этого месяца (Вайшакха-пурнима) празднуется Буддха-пурнима, или рождение Будды Гаутамы. На сингальском языке название праздника звучит как Весак, из-за названия месяца вайшакха.